# Bisdom Mtwara

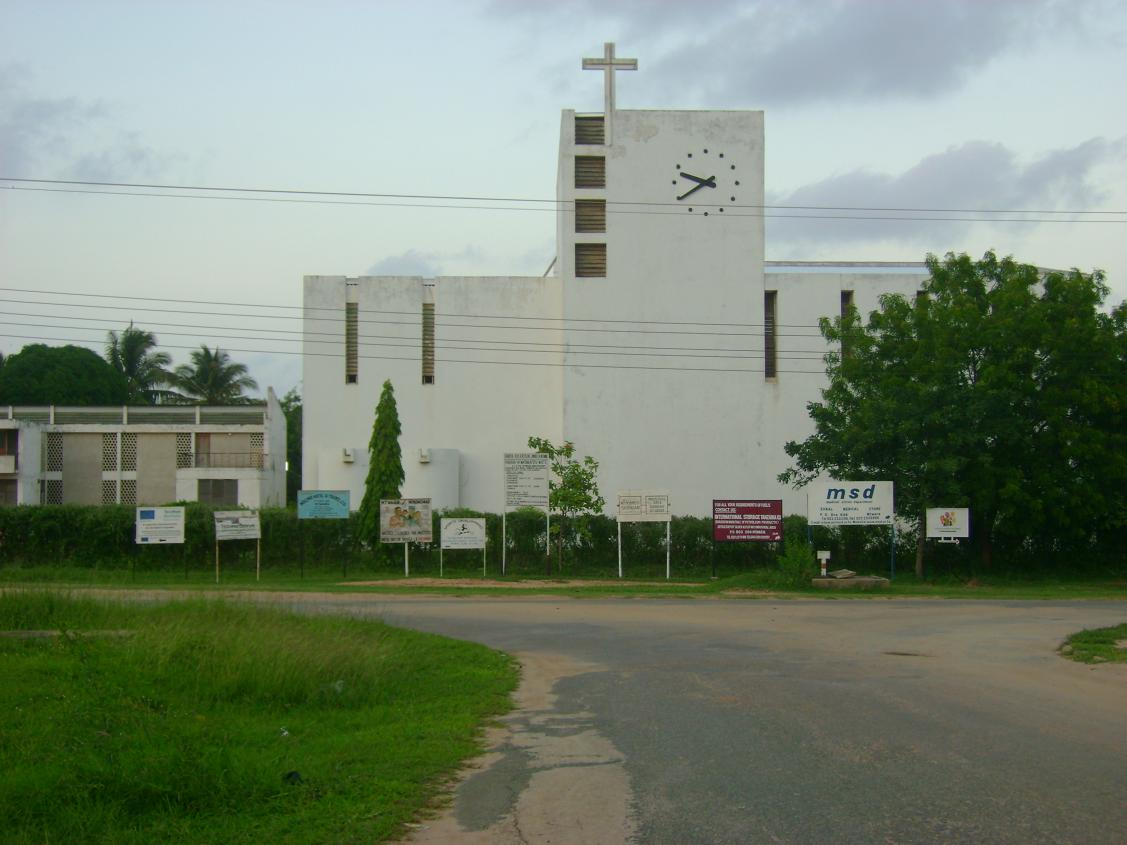
De Allerheiligenkathedraal van Mtwara

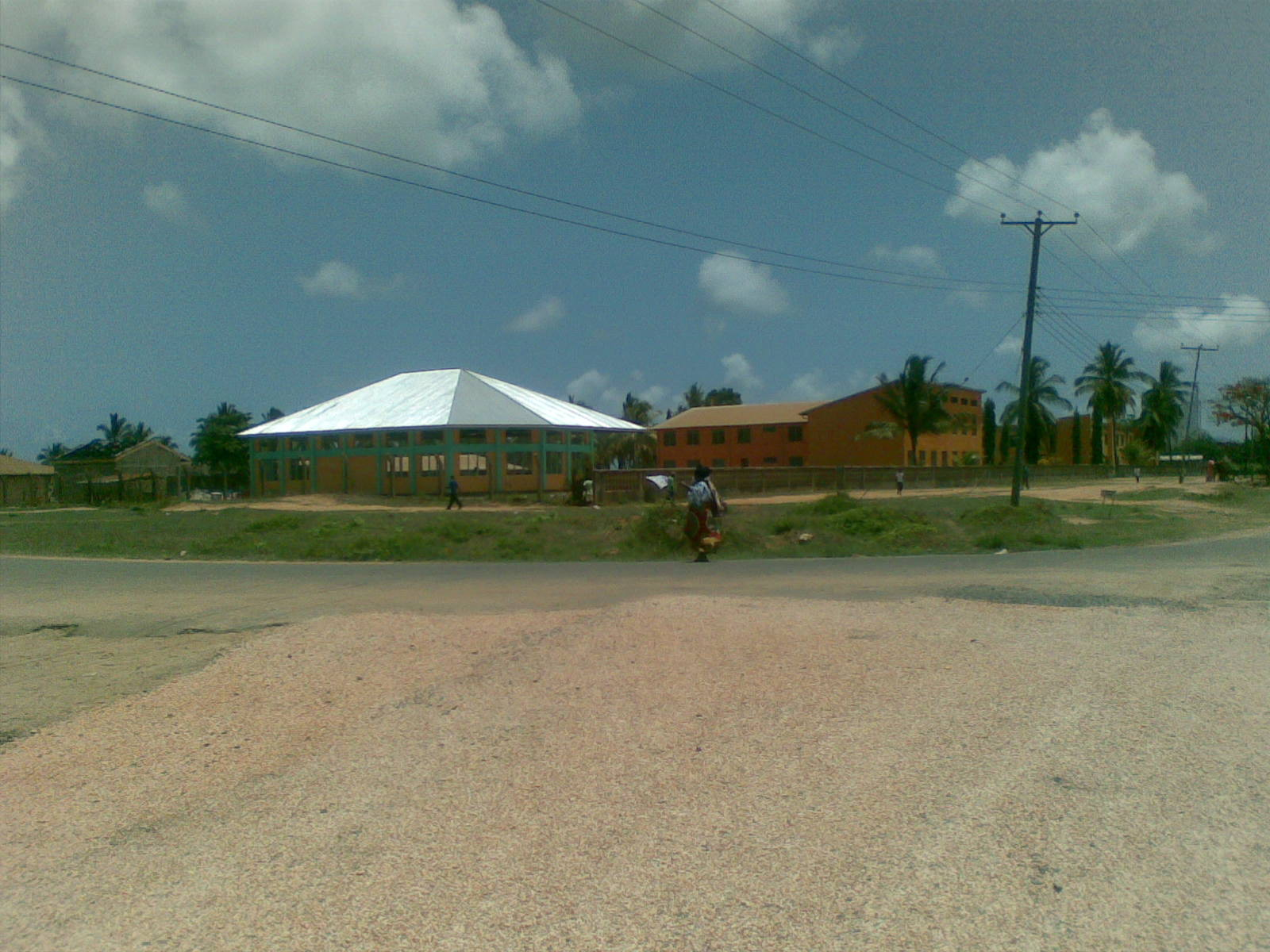
Het katholieke Stella Maris Mtwara University College, een afdeling van St. Augustine University of Tanzania (SAUT)

Het bisdom Mtwara (Latijn: Dioecesis Mtuarana) is een rooms-katholiek bisdom met als zetel Mtwara in het zuidoosten van Tanzania. Het is een suffragaan bisdom van het aartsbisdom Songea. Het bisdom werd in 1972 opgericht en is voortgekomen uit de territoriale benedictijner abdij van Ndanda. 
In 2019 telde het bisdom 18 parochies. Het bisdom heeft een oppervlakte van 7.780 km². Het telde in 2019 905.000 inwoners waarvan 12,7% rooms-katholiek was. 

## Bisschoppen
- Maurus Libaba (1972-1986)
- Gabriel Mmole (1988-2015)
- Titus Joseph Mdoe (2015-)